# Marchio di fabbrica (programma televisivo)
Marchio di fabbrica (How Do They Do It?) è un programma televisivo documentaristico anglo-canadese del 2006, che esplora come vari oggetti sono fabbricati e usati. È originalmente narrato da Rubert Dugas nelle prime due stagioni, poi da Iain Lee nella terza e la quarta e da Dominic Frisby nella quinta e la sesta. Nel Regno Unito, è andato in onda su Discovery Channel e dal 2008 su Channel 5. Negli Stati Uniti, è andato in onda sempre su Discovery Channel e anche su Science Channel. In Italia, è andato in onda su tanti canali Discovery:Nove, K2, Frisbee, DMAX, Focus, Motor Trend, Discovery Channel e Discovery Science.
È simile e ispirato al documentario Come è fatto.

## Episodi
| Stagione | Episodi | Prima TV originale |
| -------- | ------- | ------------------ |
| 1        | 6       | 2006               |
| 2        | 12      | 2006               |
| 3        | 12      | 2007               |
| 4        | 8       | 2007               |
| 5        | 20      | 2008               |
| 6        | 20      | 2009               |
| 7        | 20      | 2010               |
| 8        | 20      | 2011               |
| 9        | 21      | 2012               |
| 10       | 20      | 2012               |
| 11       | 19      | 2013-2014          |
| 12       | 19      | 2014               |
| 13       | 20      | 2015               |
| 14       | 20      | 2016               |
| 15       | 11      | 2017               |
| 16       | 11      | 2019               |

### Stagione 1 (2006)
| n° | Oggetti                                                             | Prima TV originale |
| -- | ------------------------------------------------------------------- | ------------------ |
| 1  | Riciclo, Schermo al plasma, Fuochi d'artificio, Binari, Inchiostro  | 6 maggio 2006      |
| 2  | Estrazione del sale, scarpe, navi, orologi, parchi eolici           | 13 maggio 2006     |
| 3  | Gomme, escavatori, giornali, porti, lenti a contatto                | 27 maggio 2006     |
| 4  | Cavo internet, gru, matite, acqua, dentifrici                       | 3 giugno 2006      |
| 5  | Vetro, palle da golf, cerniere, bevande, smontagomme                | 10 giugno 2006     |
| 6  | Calcestruzzo, cellulari, lampade a incandescenza, acciaio, traffico | 17 giugno 2006     |

Gli episodi di questa stagione durano 60 minuti.

### Stagione 2 (2006)
| n° | Oggetti                                                           | Prima TV originale |
| -- | ----------------------------------------------------------------- | ------------------ |
| 1  | Miniere di diamanti, grattacieli, compattori                      | 24 giugno 2006     |
| 2  | Rifornimento in volo, piste sci alpino, industria automobilistica | 24 giugno 2006     |
| 3  | Rompighiaccio, soldi, aule bowling                                | 8 luglio 2006      |
| 4  | Camion da trasporto, IKEA, controllo traffico aereo               | 8 luglio 2006      |
| 5  | Disbocamento, valigie, light show                                 | 15 luglio 2006     |
| 6  | Oro, bastoni da golf, scale mobili                                | 15 luglio 2006     |
| 7  | Tunnel, tè, mountain bike                                         | 22 luglio 2006     |
| 8  | Mietitrebbiatrici, scialuppa di salvataggio, cioccolato           | 22 luglio 2006     |
| 9  | Airbus, camion pompieri, ketchup                                  | 29 luglio 2006     |
| 10 | Caschi per biciclette, caucciù, perforazione dell'onda            | 29 luglio 2006     |
| 11 | Airbag, piste di ghiaccio, materassi                              | 12 agosto 2006     |
| 12 | Auto blindate, ascensori, formaggio                               | 12 agosto 2006     |

Gli episodi di questa stagione durano 30 minuti.

### Stagione 3 (2007)
| n° | Oggetti                                                      | Prima TV originale |
| -- | ------------------------------------------------------------ | ------------------ |
| 1  | Phoenix Stadium, demolizione palazzi, Surfing                | 21 febbraio 2007   |
| 2  | Space Shuttle, Montagne russe, tavoli da billiardo           | 21 febbraio 2007   |
| 3  | Empire State Building, estrazione di rame, creazione di auto | 28 febbraio 2007   |
| 4  | Aerei da caccia, Baseball, auto sportive                     | 28 febbraio 2007   |
| 5  | Servizi di salvataggio, Ruota di Falkirk, Paracadute         | 7 marzo 2007       |
| 6  | Sottomarini, terra muovente, macchina a birra                | 7 marzo 2007       |
| 7  | Piloti da corsa, Caveau, racconto del tempo                  | 14 marzo 2007      |
| 8  | Navi da crociera, whitewash, aria condizionata               | 14 marzo 2007      |
| 9  | Visualizzazione dell'acqua, Space Shuttle, ponte sospeso     | 21 marzo 2007      |
| 10 | Veicoli, calcio, miniera di potassio                         | 21 marzo 2007      |
| 11 | Elicotteri, panfili luxury, controllo stradale               | 28 marzo 2007      |
| 12 | Edifici, torri di trasmissione, creazione di palloncini      | 28 marzo 2007      |

### Stagione 4 (2007)
| n° | Oggetti                                                         | Prima TV originale |
| -- | --------------------------------------------------------------- | ------------------ |
| 1  | Giubbotti antiproiettili, robot, paracadutismo in formazione    | 4 aprile 2007      |
| 2  | Auto di famiglia, lettere, titanio                              | 4 aprile 2007      |
| 3  | Incendi boschivi, esaurimento di gas, telescopi                 | 11 aprile 2007     |
| 4  | Tute spaziali, insegne neon, navi più grandi                    | 11 aprile 2007     |
| 5  | Sottomarini nucleari, manichini da crash test, frutta e verdura | 18 aprile 2007     |
| 6  | Estrazione di superficie, idroscivolanti, magazzini automatici  | 18 aprile 2007     |
| 7  | Piattaforme petrolifere, scatole nere                           | 25 aprile 2007     |
| 8  | Esoreattori, armi, uragani dallo spazio                         | 25 aprile 2007     |

### Stagione 5 (2008)
| n° | Oggetti                                                  | Prima TV originale |
| -- | -------------------------------------------------------- | ------------------ |
| 1  | Canale di Panama, gestione dei rifiuti                   | 3 marzo 2008       |
| 2  | Il coltello più forte del mondo, diamanti, mattoni       | 4 marzo 2008       |
| 3  | Elettricità, gru galleggianti                            | 5 marzo 2008       |
| 4  | Acqua potabile, schermo delle televisioni, auto famiglie | 6 marzo 2008       |
| 5  | Estrazione del carbone                                   | 7 marzo 2008       |
| 6  | Tetra Pak, Casa prefabbricate, ambulanze                 | 10 marzo 2008      |
| 7  | Previsione del tempo, hovercraft                         | 11 marzo 2008      |
| 8  | Autostrade, Zecca, Monete                                | 12 marzo 2008      |
| 9  | Estelle Mærsk, Peterblit                                 | 13 marzo 2008      |
| 10 | Tergicristallo, Space Shuttle, binocoli                  | 14 marzo 2008      |
| 11 | Trasporto di piattaforme petrolifere, rasoio elettrico   | 17 marzo 2008      |
| 12 | Lampade alogene, silenziatori, serrature                 | 18 marzo 2008      |
| 13 | Airbus, motoseghe                                        | 19 marzo 2008      |
| 14 | Energia idroelettrica, circuito integrato                | 20 marzo 2008      |
| 15 | Petrolio, coltellino svizzero                            | 25 marzo 2008      |
| 16 | Tappeti, Lego                                            | 26 marzo 2008      |
| 17 | Linee ferroviare, penne a sfera                          | 27 marzo 2008      |
| 18 | Specchi, avvolgimento                                    | 28 marzo 2008      |
| 19 | Jeans, bicchieri di vino                                 | 31 marzo 2008      |
| 20 | GPS, fogli di alluminio                                  | 1 aprile 2008      |

### Stagione 6 (2009)
| n° | Oggetti                                                                                                 | Prima TV originale |
| -- | --- | ------------------ |
| 1  | Barriere artificiali, edifici con adeguamento sismico, auto con ergol                                   | 10 agosto 2009     |
| 2  | Indoor skiing, sushi                                                                                    | 11 agosto 2009     |
| 3  | Produrre energia dai rifiuti, personalizzare supercar, spade in super acciaio                           | 12 agosto 2009     |
| 4  | Cappelli da cowboy, immersione in acque profonde, ristorazione a bordo                                  | 13 agosto 2009     |
| 5  | Piani di sghiacciamento, riviste patinate, auto sport elettrico                                         | 14 agosto 2009     |
| 6  | Satelliti, manutenzione delle navi, creare limousine allungate                                          | 17 agosto 2009     |
| 7  | Mega Hotel, Laser, Golf nel deserto                                                                     | 18 agosto 2009     |
| 8  | Succo d'arancia, piegatura del vetro, rocce solide                                                      | 19 agosto 2009     |
| 9  | Garage enormi, energia nucleare, pianoforti                                                             | 20 agosto 2009     |
| 10 | Smart grid, Vehicle slowdown                                                                            | 21 agosto 2009     |
| 11 | Realizzare robot per catene di montaggio, sigillare le bottiglie di vino, desalinizzare l'acqua di mare | 24 agosto 2009     |
| 12 | Paracadute balistico, creare energia solare, realizzare lenti fotocromatiche                            | 25 agosto 2009     |
| 13 | Esplosioni attraverso la roccia, mappa della Terra, fornire fiori tutto l'anno                          | 26 agosto 2009     |
| 14 | Lavorare a 600 gradi di calore, preparare lo champagne, espandere porti                                 | 27 agosto 2009     |
| 15 | Produzione di eliche, auto intelligenti, trasformare metalli in magneti                                 | 28 agosto 2009     |
| 16 | Acquario largo, creare zappiro, Bentley                                                                 | 31 agosto 2009     |
| 17 | Sistema di controllo traffico, estrare olio, ricostruzione film                                         | 1 settembre 2009   |
| 18 | Batterie, costruzione di un'isola artificiale, creazione di profumi                                     | 2 settembre 2009   |
| 19 | Acciaio inossidabile, creazioni di moto, creazione di fogli                                             | 3 settembre 2009   |
| 20 | Elicotteri militari, sistemi di metropolitane, ingegneria delle barriere artificiali                    | 4 settembre 2009   |

### Stagione 7 (2010)
| n° | Oggetti                                                       | Prima TV originale |
| -- | ------------------------------------------------------------- | ------------------ |
| 1  | Burro di arachidi, punti di rottura                           | 5 settembre 2010   |
| 2  | Irish Stout, seta, zuppa in scatola                           | 5 settembre 2010   |
| 3  | Estintori, navi da crociera                                   | 12 settembre 2010  |
| 4  | Scavatori, salsa di soia, Willis Tower, Chicago               | 19 settembre 2010  |
| 5  | Liscio come il marmo, roba calda, ombrelli                    | 26 settembre 2010  |
| 6  | Morbido come le spugne, la conoscenza                         | 10 ottobre 2010    |
| 7  | Traslochi di denaro, pescato del giorno, grazia straordinaria | 17 ottobre 2010    |
| 8  |                                                               | 24 ottobre 2010    |
| 9  | Crash Test, Libri, margarina                                  | 31 ottobre 2010    |
| 10 |                                                               | 7 novembre 2010    |
| 11 |                                                               | 14 novembre 2010   |
| 12 |                                                               | 21 novembre 2010   |
| 13 | Batterie d'auto, cioccolato, dentifrici                       | 12 dicembre 2010   |
| 14 |                                                               | agosto 2010        |
| 15 | Caffè decaffeinato, salmone affumicato, idrogetti             | 2 gennaio 2010     |
| 16 |                                                               | 16 gennaio 2010    |
| 17 |                                                               | settembre 2010     |
| 18 |                                                               | 29 novembre 2010   |
| 19 |                                                               | 6 febbraio 2010    |
| 20 |                                                               | 20 dicembre 2010   |

### Stagione 8 (2011)
| n° | Oggetti                                   | Prima TV originale |
| -- | ----------------------------------------- | ------------------ |
| 1  | Pesci palla, snodi ferroviari, gonnellini | 5 settembre 2011   |
| 2  |                                           | 5 settembre 2011   |
| 3  |                                           | 12 settembre 2011  |
| 4  |                                           | 19 settembre 2011  |
| 5  |                                           | 26 settembre 2011  |
| 6  |                                           | 10 ottobre 2011    |
| 7  |                                           | 17 ottobre 2011    |
| 8  |                                           | 24 ottobre 2011    |
| 9  |                                           | 31 ottobre 2011    |
| 10 |                                           | 7 novembre 2011    |
| 11 |                                           | 14 novembre 2011   |
| 12 |                                           | 21 novembre 2011   |
| 13 |                                           | 12 dicembre 2011   |
| 14 |                                           | agosto 2011        |
| 15 |                                           | 2 gennaio 2011     |
| 16 |                                           | 16 gennaio 2011    |
| 17 |                                           | settembre 2011     |
| 18 |                                           | 29 novembre 2011   |
| 19 |                                           | 6 febbraio 2011    |
| 20 |                                           | 20 dicembre 2011   |

### Stagione 9 (2012)
| n° | Oggetti                                                                                 | Prima TV originale |
| -- | --------------------------------------------------------------------------------------- | ------------------ |
| 1  | Leatherman, Formula 1, Cristalleria                                                     |                    |
| 2  | Panama Messicano, Cappelli, Il tunnel più lungo del mondo (Norvegia), Pitoni in Florida |                    |
| 3  | Guacamole, Swamp Buggy, Forbici                                                         |                    |
| 4  | Tennessee Whiskey, visione notturna, sauna                                              |                    |
| 5  | World in Miniature, Hurricane Test Center, coltivare il rabarbaro nel buio              |                    |
| 6  | Aerei da caccia, birre trappiste, SUV                                                   |                    |
| 7  | Palloni da calcio in pelle, cozze, caschi                                               |                    |
| 8  | Mandorla, spazzaneve, detergenti                                                        |                    |
| 9  | Ponte sospeso, balestre, controllo delle scorte                                         |                    |
| 10 | Autocarri Scania, Analisi forense miracolosa, Gouda                                     |                    |
| 11 | Vaniglia, Ancore, accendini                                                             |                    |
| 12 | Chitarre classiche, accesso tramite fune, trattori veloci                               |                    |
| 13 | Zattere di salvataggio, controllo mentale, francobolli                                  |                    |
| 14 | Tequila, Megalopoli alimentata a vapore, gelato soft                                    |                    |
| 15 | Stuntman, seabreacher, ambra                                                            |                    |
| 16 | Palle da tennis, surround, bistecca                                                     |                    |
| 17 | Rayon, tabacco da fiuto, cola                                                           |                    |
| 18 | Social, Zubrowska, Funivie aeree                                                        |                    |
| 19 | Tute da paracadutismo, Surstromming, Canapa-Creta                                       |                    |
| 20 | Gomme da masticare, armi da pesca, Legoland                                             |                    |
| 21 |                                                                                         |                    |

### Stagione 10 (2012)
| n° | Oggetti                                                         | Prima TV originale |
| -- | --------------------------------------------------------------- | ------------------ |
| 1  |                                                                 | 5 settembre 2012   |
| 2  |                                                                 | 5 settembre 2012   |
| 3  |                                                                 | 12 settembre 2012  |
| 4  |                                                                 | 19 settembre 2012  |
| 5  |                                                                 | 26 settembre 2012  |
| 6  |                                                                 | 10 ottobre 2012    |
| 7  |                                                                 | 17 ottobre 2012    |
| 8  | Costruzione a molti piani, stivali Dr Marten, pentole da cucina | 24 ottobre 2012    |
| 9  |                                                                 | 31 ottobre 2012    |
| 10 |                                                                 | 7 novembre 2012    |
| 11 |                                                                 | 14 novembre 2012   |
| 12 |                                                                 | 21 novembre 2012   |
| 13 |                                                                 | 12 dicembre 2012   |
| 14 |                                                                 | agosto 2012        |
| 15 |                                                                 | 2 gennaio 2012     |
| 16 |                                                                 | 16 gennaio 2012    |
| 17 | Mohair, Quadskis, L'arpa                                        | settembre 2012     |
| 18 | Rayon, tabacco da fiuto, cola                                   | 29 novembre 2012   |
| 19 |                                                                 | 6 febbraio 2012    |
| 20 | Gomme da masticare, armi da pesca, Legoland                     | 20 dicembre 2012   |

### Stagione 11 (2013-2014)
| n° | Oggetti                                                             | Prima TV originale |
| -- | ------------------------------------------------------------------- | ------------------ |
| 1  | Opale, Aerei acrobatici, torrone                                    | 5 settembre 2013   |
| 2  | Carta igienica, assenzio, palle da cricket                          | 5 settembre 2013   |
| 3  | Locomotive, Clotted cream, boomerang                                | 12 settembre 2013  |
| 4  | Sardine, scooter, Erector Set                                       | 19 settembre 2013  |
| 5  | Insalata, Corde, Insulina                                           | 26 settembre 2013  |
| 6  | Dipingere aerei, zoccolo, pasticci                                  | 10 ottobre 2013    |
| 7  | Fogne di Parigi, Beretta, abbigliamento in cotone                   | 17 ottobre 2013    |
| 8  | Campane, pulizia dell'uragano, palma da datteri                     | 24 ottobre 2013    |
| 9  | Matrioska, aloe vera, bandiere                                      | 31 ottobre 2013    |
| 10 | Inchiostro dei fumettisti, occhi di vetro, cuscinetti a sfere       | 7 novembre 2013    |
| 11 | Zafferano, strade di ghiaccio, Auto di Shelby                       | 14 novembre 2013   |
| 12 | Pneumatici Titan, Espresso, tagliare il diamante                    | 21 novembre 2013   |
| 13 | Chinamax, Russian Standard, abalone                                 | 12 dicembre 2013   |
| 14 | Camion demolitori, Roquefort, muovere gli alberi                    | 19 dicembre 2013   |
| 15 | Pistacchio, Città Proibita, Radar                                   | 2 gennaio 2014     |
| 16 | Marmo, Mah Jong, scivoli per fuga                                   | 16 gennaio 2014    |
| 17 | Olio di argan, Kamaz, Canton Tower                                  | 23 gennaio 2014    |
| 18 | Kopi luwak, Metropolitana di San Pietroburgo, Creazione di patatine | 30 gennaio 2014    |
| 19 | Cuoio, Gran Canale, Flyboard                                        | 6 febbraio 2014    |

### Stagione 12 (2014)
| n° | Oggetti                                                                | Prima TV originale |
| -- | ---------------------------------------------------------------------- | ------------------ |
| 1  | Parmigiano, piste, sedie reclinabili                                   | 15 luglio 2014     |
| 2  | Tappeti, sci, Niagara Power                                            | 22 luglio 2014     |
| 3  | Nori, bottiglie delle birre, deterrenti contro gli squali              | 29 luglio 2014     |
| 4  | Ottone, Ice Patrol, Penjing                                            | 5 agosto 2014      |
| 5  | Moto per gare, piloti acrobatici, pozzo di petrolio                    | 12 agosto 2014     |
| 6  | Bagel, pneumatici per gare, barattoli di vetro                         | 19 agosto 2014     |
| 7  | Spazzatura di Venezia, stivali sheepskin, clorella                     | 26 agosto 2014     |
| 8  | Lokum, argento, filtro solare                                          | 3 settembre 2014   |
| 9  | Tele, tofu puzzolente, riciclo di bottiglie                            | 10 settembre 2014  |
| 10 | Apicoltura, triciclo, armatura                                         | 17 settembre 2014  |
| 11 | Vetro resistente al calore, Advanced Traffic Management System, Pagani | 10 ottobre 2014    |
| 12 | Aquavit, pelli per moto, cattedrali                                    | 17 ottobre 2014    |
| 13 | Gru portuali, sacchetti di plastica, palline                           | 24 ottobre 2014    |
| 14 | Aceto balsamico, mute stagne, aereo acrobatico                         | 24 ottobre 2014    |
| 15 | Acciaio, lana, tavole da kitesurf                                      | 7 novembre 2014    |
| 16 | Gesso, premi, aerei delle forze speciali                               | 28 novembre 2014   |
| 17 | Finestrini, rossetti, cesoie per pecore                                | 5 dicembre 2014    |
| 18 | Test dei sedili aerei, batterie                                        | 12 dicembre 2014   |
| 19 | Nichel, lochetti, Bubble tea                                           | 19 dicembre 2014   |

### Stagione 13 (2015)
| n° | Oggetti                                                                     | Prima TV originale |
| -- | --------------------------------------------------------------------------- | ------------------ |
| 1  | Disboscamento, piastrelle, Jaffa Cakes                                      | 7 maggio 2015      |
| 2  | Aereo da trasporto militare, stivali da caccia, banana                      | 14 maggio 2015     |
| 3  | Monorotaia, porcellana Royal Copenhagen e cupcake di New York               | 21 maggio 2015     |
| 4  | Vini, abbigliamento Gore-tex per condizioni atmosferiche estreme            | 28 maggio 2015     |
| 5  | Vite, marmellata, vestiti dipinti                                           | 4 giugno 2015      |
| 6  | Rulli stradali, pane in scatola e telefoni Vertu                            | 11 giugno 2015     |
| 7  | Pompelmi in scatola, produzione di neve e nastri trasportatori              | 18 giugno 2015     |
| 8  | Corde di arpa, finestre sul tetto e waffle belga                            | 2 luglio 2015      |
| 9  | Fornello AGA, bastoncini di incenso e Jenever                               | 9 luglio 2015      |
| 10 | Robo-fattoria, impilatore di tronchi e spostamento di pianoforti            | 23 luglio 2015     |
| 11 | Ponteggio e fuochi d'artificio                                              | 30 luglio 2015     |
| 12 | Espadrillas, case prefabbricate e depositi sotterranei                      | 6 luglio 2015      |
| 13 | Noci di macadamia, acqua del rubinetto e barriera di controllo della folla  | 13 agosto 2015     |
| 14 | Costruzione a molti piani, stivali Dr. Martens, pentole e prodotti da forno | 20 agosto 2015     |
| 15 | Sitar, Biltong, Bulldozer                                                   | 27 agosto 2015     |
| 16 | Fedora, cemento e piselli surgelati                                         | 3 settembre 2015   |
| 17 | Mohair, Gibbs Quadski e l'arpa                                              | 10 settembre 2015  |
| 18 | Rooibos, Sistema di movimentazione bagagli e Spazzole per capelli           | 17 settembre 2015  |
| 19 | Carte di credito, tiffin, ascensori per barche                              | 24 settembre 2015  |
| 20 | Tunnel elettrico, forno per pizza, casa Wendy                               | 1 ottobre 2015     |

### Stagione 14 (2016)
| n° | Oggetti                                                              | Prima TV originale |
| -- | -------------------------------------------------------------------- | ------------------ |
| 1  | Lattine per bevanda, Cucù, paddle board                              | 8 agosto 2016      |
| 2  | Longboard, limonata, carrelli elevatori                              | 15 agosto 2016     |
| 3  | Caffè, mattoni, lampade, lava e diamanti                             | 22 agosto 2016     |
| 4  | Camere, grandi Airbag, caramelle                                     | 29 agosto 2016     |
| 5  | Carovane, diapason, levigatrici del ghiaccio e festa delle luci      | 5 settembre 2016   |
| 6  | Dischi fonografici, autoscontri, balsamo di tigre                    | 12 settembre 2016  |
| 7  | Birre analcoliche, Tomcar, scale mobili, macchine della verità       | 19 settembre 2016  |
| 8  | Asce, borse a tracolla, navi veloci di salvataggio                   | 3 ottobre 2016     |
| 9  | Wensleydale, pennelli, Olio di eucalipto, pellicola alimentare       | 10 ottobre 2016    |
| 10 | Tesla Model S, crine di cavallo, pulitore automatico per piscine     | 17 ottobre 2016    |
| 11 | Pianoforti, trapani a percussione, ingranaggio, sedili aerei         | 6 novembre 2016    |
| 12 | Spazzolini elettrici, francobolli, moto                              | 6 novembre 2016    |
| 13 | Serrature elettroniche, Fiat Sedici E e Salumi                       | 13 novembre 2016   |
| 14 | Automobili, slot machine, flipper, boomerang                         | 13 novembre 2016   |
| 15 | Biciclette, auto da corsa, estintori e banjo                         | 20 novembre 2016   |
| 16 | Cesoie da cucina, compagnie aeree, asfalto Tinola e tunnel elettrico | 20 novembre 2016   |
| 17 | Orologi, icone, auto luxury                                          | 27 novembre 2016   |
| 18 | Fiori artificiali, Formula 1, MotoGP, NASCAR                         | 27 novembre 2016   |
| 19 | Violini, Einesks, poltrone da barbiere                               | 4 dicembre 2016    |
| 20 | Laminazione, atletismo gara, gasolio, tamburi                        | 4 dicembre 2016    |

### Stagione 15 (2017)
| n° | Oggetti                                                                     | Prima TV originale |
| -- | --------------------------------------------------------------------------- | ------------------ |
| 1  | Satelliti, distributori robotici di farmaci, coni di incenso, Skoda Fabia K | 28 agosto 2017     |
| 2  | Fine di pesci in bocca, bambole, tatuaggi, blocchi di motociclette          | 26 settembre 2017  |
| 3  | Cambiamonete, macchine per automobili, zucchero                             | 6 ottobre 2017     |
| 4  | Camion Iveco, filtri diesel, bastoni da passeggio                           | 23 ottobre 2017    |
| 5  | Zaccer, valigie stradali, bastoncini di zucchero, auto da rally             | 23 ottobre 2017    |
| 6  | Bere, Camion DAF, orologi luxury, tagliaunghie                              | 28 ottobre 2017    |
| 7  | Asfalto Ringier, uranio, amaretti e pillole                                 | 9 novembre 2017    |
| 8  | Sport elettronici, Sushi, salsa di soia, detergenti                         | 27 novembre 2017   |
| 9  | Camion MAN, Olio, gin, KIA R Eletric                                        | 29 novembre 2017   |
| 10 | Ventagli di carta, potenza dell'asfalto, Tè, fagotti                        | 9 dicembre 2017    |
| 11 | SEK, sedie Lime, blocchi Diesel e lampadari                                 | 12 dicembre 2017   |

### Stagione 16 (2019)
| n° | Oggetti                                                        | Prima TV originale |
| -- | -------------------------------------------------------------- | ------------------ |
| 1  | Olio di menta piperita, racchette da tennis, desalinizzazione  | 13 giugno 2019     |
| 2  | Tromboni, otri, crema di bellezza alla torba                   | 13 giugno 2019     |
| 3  | Tavole da surf, cartelle, burro                                | 20 giugno 2019     |
| 4  | Trasporto aereo di cavalli, scacchiere, fotografia di cibo     | 20 giugno 2019     |
| 5  | Acciaio inossidabile, serrature di sicurezza, zucchero indiano | 12 giugno 2019     |
| 6  | Vongole Geoduck, treni a vapore, cappelli da pallanuoto        | 27 giugno 2019     |
| 7  | Macchine Bufori, fischietto, paprika                           | 4 luglio 2019      |
| 8  | Battipalo, mazza da cricket, ventaglio                         | 4 luglio 2019      |
| 9  | Trattori, campanacci, lampioni                                 | 11 luglio 2019     |
| 10 | Zuppa di nidi d'uccello, remi a remi                           | 2019               |
| 11 | Turbocompressori, strade in plastica, aquiloni                 | 18 luglio 2019     |

### Speciale
Questo gruppo ha episodi di 60 minuti dalla terza e quarta stagione.
| n° | Oggetti                                                                                                   | Prima TV originale |
| -- | --- | ------------------ |
| 1  | Aerei da caccia, Terra muovente, telescopi, scatola nera, Space Shuttle                                   | 3 settembre 2017   |
| 2  | Estrazione del rame, Empire State Building, sottomarino nucleare, servizi di salvataggio, navi più grandi | 4 settembre 2017   |

### Channel 5

#### Stagione 1 (2008)
Ogni episodio dura 30 minuti e va in onda sul canale britannico Channel 5. Ha 2 oggetti dalla serie originale con Robert Llewellyn.
| n° | Oggetti                                                                     | Prima TV originale |
| -- | --------------------------------------------------------------------------- | ------------------ |
| 1  | Escavatori, fogne di Londra, pneumatici                                     | 10 gennaio 2008    |
| 2  | Miniera di sale, hovercraft, scarpe da ginnastica                           | 17 gennaio 2008    |
| 3  | Lampadine, demolizioni con esplosivi, gru giganti                           | 24 gennaio 2008    |
| 4  | Riciclaggio militare della Guerra Fredda, il Martini perfetto, TV al plasma | 31 gennaio 2008    |
| 5  | Fibre Ottiche, Movimentazione Merci, cerniere                               | 4 febbraio 2008    |
| 6  | Fuochi d'artificio, calcare, binari ferroviari                              | 11 febbraio 2008   |
| 7  | Matite, piloti di navi mercantili, palline da golf                          | 18 febbraio 2008   |
| 8  | Barriera del Tamigi, riciclaggio di giornali, produzione del vetro          | 25 febbraio 2008   |
| 9  | Barca da regata ad alta velocità, cellulari, Kugira                         | 3 marzo 2008       |
| 10 | Riciclo, orologi a carica automatica, cisterna flat pack                    | 10 marzo 2008      |

#### Stagione 2 (2008)
| n° | Oggetti                                                                       | Prima TV originale |
| -- | ----------------------------------------------------------------------------- | ------------------ |
| 1  | Rifornimento in volo, grattacieli, tè                                         | 17 marzo 2008      |
| 2  | Airbag, Shopping online, riciclo di auto                                      | 24 marzo 2008      |
| 3  | Navi rompighiaccio, campane, elastici                                         | 31 marzo 2008      |
| 4  | Miniere di diamanti, elettricità dal carbone, bowling a dieci birilli         | 7 aprile 2008      |
| 5  | Raccolta del legno, trasporto in auto, pasticcerie                            | 14 aprile 2008     |
| 6  | Banconote resistenti, Arte della falconeria, Il camion più grande             | 21 aprile 2008     |
| 7  | Auto blindata, pulizia del Tamigi, IKEA                                       | 28 aprile 2008     |
| 8  | Mietitrebbia, satelliti, casco                                                | 5 maggio 2008      |
| 9  | Estrazione dell'oro, materiali resistenti al fuoco, ascensori per grattacieli | 12 maggio 2008     |
| 10 | Airbus A380, Pit Stop in meno di 10 secondi, ketchup al pomodoro              | 19 maggio 2008     |

#### Stagione 3 (2008)
| n° | Oggetti                                                                                | Prima TV originale |
| -- | -------------------------------------------------------------------------------------- | ------------------ |
| 1  | Catamarani ad alta velocità, aerei acrobatici, lenti a contatto                        | 9 ottobre 2008     |
| 2  | Tunnel della Manica, scale mobili, produzione di automobili                            | 16 ottobre 2008    |
| 3  | Lattine di alluminio, locomotiva a vapore, mazze da golf                               | 23 ottobre 2008    |
| 4  | Rimorchiatore, perforazione dell'acqua, mountain bike                                  | 30 ottobre 2008    |
| 5  | Vigili del fuoco del Lancashire, gestione del traffico, gigantesca macchina per tunnel | 6 novembre 2008    |
| 6  | Marmite, scialuppa di salvataggio intramontabile, lampadina a risparmio energetico     | 13 novembre 2008   |
| 7  | Acciaierie, riciclaggio di rifiuti in compost, formaggio Wensleydale                   | 20 novembre 2008   |
| 8  | Anello d'acqua del Tamigi, parco eolico, macchina per la superficie del ghiaccio       | 27 novembre 2008   |
| 9  | Bagagli a Heathrow, campo da golf, cartucce per stampanti                              | 4 dicembre 2008    |
| 10 | Autopompe americane, raffineria di petrolio, controllo del traffico aereo              | 11 dicembre 2008   |

#### Stagione 4 (2010)
| n° | Oggetti                                                  | Prima TV originale |
| -- | -------------------------------------------------------- | ------------------ |
| 1  | Canale di Panama, smaltimento dei rifiuti                | 16 agosto 2010     |
| 2  | Il coltello più forte del mondo, diamanti, mattoni       | 23 agosto 2010     |
| 3  | Riparazioni di piloni vivi, gru galleggiante             | 6 settembre 2010   |
| 4  | Bere acqua, schermi della televisione, auto luxury       | 13 settembre 2010  |
| 5  | Consegna pacchi durante la notte, estrazione del carbone | 20 settembre 2010  |
| 6  | Tetra Pak, case prefabbricate, ambulanze                 | 27 settembre 2010  |
| 7  | Navigatore satellitare, foglio di alluminio              | 4 ottobre 2010     |
| 8  | Tappeti, Lego                                            | 11 ottobre 2010    |
| 9  | Nave portacontainer Estelle Maersk, camion Peterbilt     | 18 ottobre 2010    |
| 10 | Tergicristallo, Space Shuttle, Binocolo                  | 20 ottobre 2010    |
| 11 | Trasporto di piattaforme petrolifere, rasoi elettrici    | 25 ottobre 2010    |
| 12 | Lampadine alogene, Marmitte, Serrature                   | 27 ottobre 2010    |
| 13 | Airbus, motoseghe                                        | 1 novembre 2010    |
| 14 | Specchi, Etichette Car Wrapping                          | 8 novembre 2010    |
| 15 | Jeans, bicchieri di vino                                 | 15 novembre 2010   |
| 16 | Costruzione di autostrade, coniazione di monete          | 22 novembre 2010   |
| 17 | Ferrovie, Penne a sfera                                  | 29 novembre 2010   |
| 18 | Diga idroelettrica, chip di silicio                      | 4 dicembre 2010    |
| 19 | Benzina, coltellino svizzero                             | 13 dicembre 2010   |
| 20 | Previsioni del tempo, Hovercraft                         | 20 dicembre 2010   |

#### Stagione 5 (2011)
Questa stagione è una versione rifatta della sesta stagione della serie originale. Questa stagione non è stata resa disponibile sul sito di Channel 5.
| n° | Oggetti | Prima TV originale |
| -- | --- | ------------------ |
| 1  | Mostra aeree dei Blue Angels, pista da sci al coperto, sushi                                               | 4 gennaio 2011     |
| 2  | Barriere coralline artificiali, edifici antisismici, automobili alimentate da razzi                        | 10 gennaio 2011    |
| 3  | Aerei antighiaccio, riviste patinate, auto sportive elettriche                                             | 17 gennaio 2011    |
| 4  | De-make di robot, catena di montaggio, sigillatura di bottiglie di vino, desalinizzazione di acqua di mare | 20 gennaio 2011    |
| 5  | Progettare paracadute per aeroplani, creare energia solare, realizzare lenti fotocromatiche                | 24 gennaio 2011    |
| 6  | Cappelli Cowboy, Immersioni in acque profonde, catering a bordo                                            | 27 gennaio 2011    |
| 7  | Acciaio inossidabile, produzione di motociclette, produzione di carta                                      | 31 gennaio 2011    |
| 8  | Attraversare la roccia, mappare la Terra, fornire fiori tutto l'anno                                       | 7 febbraio 2011    |
| 9  | Acquario largo, produrre zaffiri, Bentley                                                                  | 14 febbraio 2011   |
| 10 | Satelliti, manutenzione navale, realizzazione di limousine allungate                                       | 21 febbraio 2011   |
| 11 | Batterie, Costruire un'isola artificiale, Creare profumi                                                   | 28 febbraio 2011   |
| 12 | Jumbo Garage, energia nucleare, pianoforti                                                                 | 7 marzo 2011       |
| 13 | Produrre energia dai rifiuti, personalizzare supercar, spade di super acciaio                              | 14 marzo 2011      |
| 14 | Produzione di eliche, automobili intelligenti, trasformazione del metallo in magneti                       | 21 marzo 2011      |
| 15 | Sistemi di controllo del traffico, petrolio minerario, ricostruzioni di film                               | 28 marzo 2011      |
| 16 | Mega Hotel, Laser, Golf nel deserto                                                                        | 4 aprile 2011      |
| 17 | Succo d'arancia, piegatura del vetro, rocce solide                                                         | 11 aprile 2011     |
| 18 | Lavorare a 600 gradi di calore, produrre champagne, espandere le porte                                     | 18 aprile 2011     |
| 19 | Tute G, Smart Grid, Rallentamento dei veicoli                                                              | 9 maggio 2011      |
| 20 | Elicotteri militari, sistemi metropolitane, ingegneria delle barriere artificiali                          | 16 maggio 2011     |

### Science Channel
C'è anche un gruppo di episodi andato in onda sul canale statunitense Science Channel. L'episodio del gruppo è di 30 minuti.
| n° | Oggetti                                      | Prima TV originale |
| -- | -------------------------------------------- | ------------------ |
| 1  | Leather Pouf Ottomans, Gran Canale, Flyboard | 6 febbraio 2014    |

## Trasmissione
Il documentario è andato in onda nel Regno Unito su Discovery Channel, DMAX, Quest e Channel 5. Negli Stati Uniti, è andato in onda sempre su Discovery Channel, e anche su Science Channel. In Italia, è andato in onda su tanti canali Discovery:Nove, K2, Frisbee, DMAX, Focus, Motor Trend, Discovery Channel e Discovery Science.

## Edizioni home video
Un DVD della versione di Channel 5, è stato pubblicato nel 2010. Sono stati creati DVD anche di altre stagioni.